# Желтоспинный широкохвостый лори
Желтоспинный широкохвостый лори (лат. Lorius garrulus) — птица отряда попугаеобразных.

## Внешний вид
Длина тела 30 см, хвоста 11 см. Оперение в основном красное. Крылья оливково-зелёные. Маховые и рулевые перья синие, с зелёным оттенком. Перья на сгибе крыла и треугольное пятно на спине жёлтые. Хвост на конце тёмно-зелёный с синим или фиолетовым оттенком. Клюв соломенно-жёлтый. Радужка оранжево-красная. Ноги чёрные.

## Распространение
Обитают на Молуккских островах.

## Образ жизни
Питаются пыльцой, нектаром, плодами, ягодами, семенами, зародышами листьев и насекомыми.

## Размножение
В кладке 2 яйца. Насиживание длится 24 дня. Яйца высиживает самка. Хотя самец не сидит на яйцах, он много времени проводит в гнезде и помогает самке выращивать птенцов. К двум месяцам птенцы оперяются и вылетают из гнезда.

## Содержание
Неприхотливы и в домашних условиях живут долго. Могут научиться довольно правильно говорить отдельные слова.

## Классификация
Вид включает в себя 3 подвида:

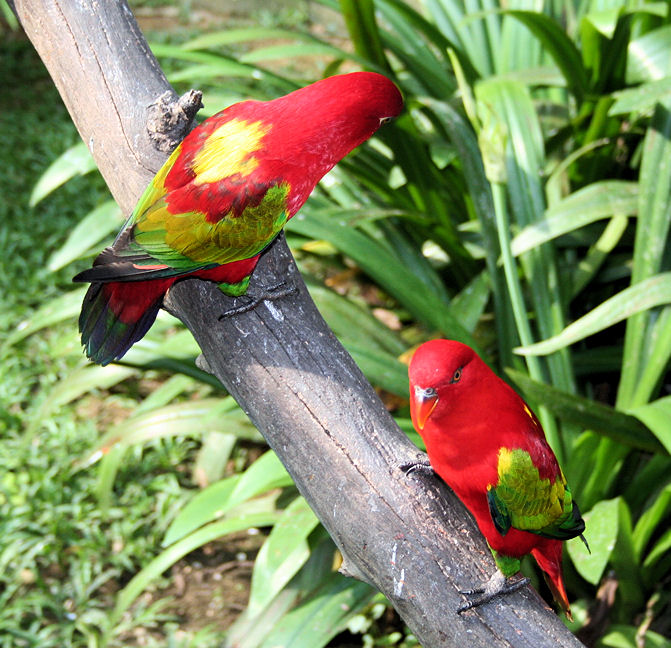

- Lorius garrulus flavopalliatus Salvadori, 1877 — обитает на островах Батьян и Оби Молуккского архипелага. В отличие от номинативного подвида, клюв красный.
- Lorius garrulus garrulus (Linnaeus, 1758) — номинативный подвид.
- Lorius garrulus morotaianus (Bemmel, 1940)

## В массовой культуре
В мае 2021 года на YouTube было опубликовано видео с желтоспинным широкохвостым лори по имени Гуми, быстро ставшее интернет-мемом и набравшее более 13 миллионов просмотров за полтора года.